# Asbjørn Halvorsen
Pour les articles homonymes, voir Halvorsen.
Asbjørn Halvorsen (né le 3 décembre 1898 à Sarpsborg en Norvège et mort le 16 janvier 1955 à Narvik en Norvège) était un joueur et entraîneur de football norvégien.

## Biographie
Il joue durant sa carrière de club à Sarpsborg. Après la fin de sa carrière, il devient le secrétaire général de la Fédération de Norvège de football, et est vu comme l'un des architectes de l'« Équipe de Bronze » qui finit 3e aux Jeux olympiques de 1936 à Berlin.
Entre 1922 et 1934, Halvorsen joue en Allemagne à l'Hambourg SV, où il remporte deux championnats d'Allemagne. Il rentre au pays en 1934, et retourne au secrétariat général de la fédération. Ce travail le place à la tête de la sélection, dans les années d'avant la Seconde Guerre mondiale, et il est nommé sélectionneur de l'équipe.
Avec Halvorsen à sa tête, la Norvège gagne la médaille de bronze en 1936, et se qualifie pour la coupe du monde 1938. Ce sera la dernière apparition des Norvégiens pour le mondial jusque dans les années 1990.
Durant la guerre, Halvorsen est une des figures du boycott sportif en Norvège. Tous les sports norvégiens cessent leur pratique durant l'occupation allemande pendant la guerre, et Halvorsen est arrêté et placé en camp de concentration. Il retourne au pays après la guerre, et retourne au secrétariat général de la fédération jusqu'à sa mort en 1955.